# ダハボン川
ダハボン川（ダハボンがわ、スペイン語: río Dajabónは、フランス語で「虐殺の川」を意味するマサクル川（フランス語: Rivière Massacre) とも呼ばれる、イスパニョーラ島の川で、ドミニカ共和国とハイチの国境を成している。島を東西に二分するこの境界線の起源は、1776年に、スペイン領サント・ドミンゴ総督ホセ・ソラーノ・イ・ボーテとフランス領サン＝ドマング総督エネリー伯爵が、北部ではこの川を境界とし、南部ではペデルナレス川 (río Pedernales) を境界とすると定めたときに遡る。この取り決めは、1777年にアランフエス条約として批准された。ただし、今日もハイチとドミニカ共和国の国境となっているのは、軍の駐屯地があるラ・ボンバ (La Bomba) から、税関の建物のほぼ対岸にある、ラ・ビギア運河 (canal La Vigía) の水門までの5kmほどの範囲だけである。

## 概要
ロマ・デ・カブレラ地域にある、ピコ・デル・ガリョ (Pico del Gallo) という名の山に源を発し、マンサニラ湾 (la bahía de Manzanillo) に注ぐこの川は、大西洋に注いでいることになる。858 km² に及ぶその流域は、年間降水量が 750mm から 2000 mm ほどである。
河口近くにはいくつもの湖があり、モンテクリスティ国立公園 (el Parque Nacional Montecristi) に連なる水域となっている。
近年では、環境負荷の大きい行為が重なり、この川は流量を失いつつある。特に重要なものがふたつあり、そのひとつは、流域における犯罪的な森林の伐採と再植林の放棄であり、もうひとつは、河床の状態への配慮のないまま無差別に行われている河床からの川砂の採取である。こうした行為は、行政の無関心な対応を前提に行われているが、時には、流域における違法伐採に抗議する地元住民たちのデモを抑えるために行政によって保安要員が送り込まれるなど、行政が共犯関係になっていることさえある。一方では、州政府機関や民間団体の中には高四t真音大に注目し、指導をしたり、再植林に取り組むといった動きもある。ダハボン川の全長は、55 km である。

## 名称の由来
「ダハボン」という名は、先住民の呼称に由来するものである。1516年に制作された地図では、「río Dahabon」と記されていた。ドミニカ共和国のダハボン州 (Dajabón) の名は、ダハボン川から名を採って、1961年11月25日にこの名称に改称したものであり、もともとは、州が設置された1939年1月10日以来、リベルタドール (Libertador) 州と称されていた。また、州都の名もダハボンである。（ドミニカ共和国の詩人フアン・アントニオ・アリス (Juan Antonio Alix) は、ある詩の中で、ダハボンが「dajao bon」に由来すると述べたが、これが広く信じられるきっかけのひとつとなっている。）
ドミニカ共和国を支配した独裁者であったラファエル・トルヒーヨ大統領による1937年のパセリの大虐殺が、「虐殺」を意味するマサクル川という名称にを生んだという根拠のない説がある。しかし、ドミニカ共和国とハイチの国境条約は1929年に締結されており、フランス語で「虐殺」を意味するとされる川の名は、虐殺が起こる8年も前に使われていたのである。